# Adolf Windaus
Adolf Otto Reinhold Windaus, född i Berlin, Tyskland, den 25 december 1876, död i Göttingen den 9 juni 1959, var en tysk kemist, som 1928 tilldelades Nobelpriset i kemi för sitt arbete med steroler och deras förhållande till vitaminer. År 1927 erhöll han guldmedaljen Adolf-von-Baeyer-Denkmünze. Han var också doktorandrådgivare till Adolf Butenandt som vann Nobelpriset i kemi 1939.

## Biografi
Windaus föddes i en familj som ägde ett draperiföretag. Han gick i ett prestigefyllt fransk läroverk, där han främst studerade litteratur. Han började studera medicin vid Universitetet i Berlin omkring 1895 och fortsatte sedan att studera kemi vid Universitetet i Freiburg. Han gifte sig med Elizabeth Resau 1915 och de fick tre barn tillsammans, Günter, Gustav och Margarete.

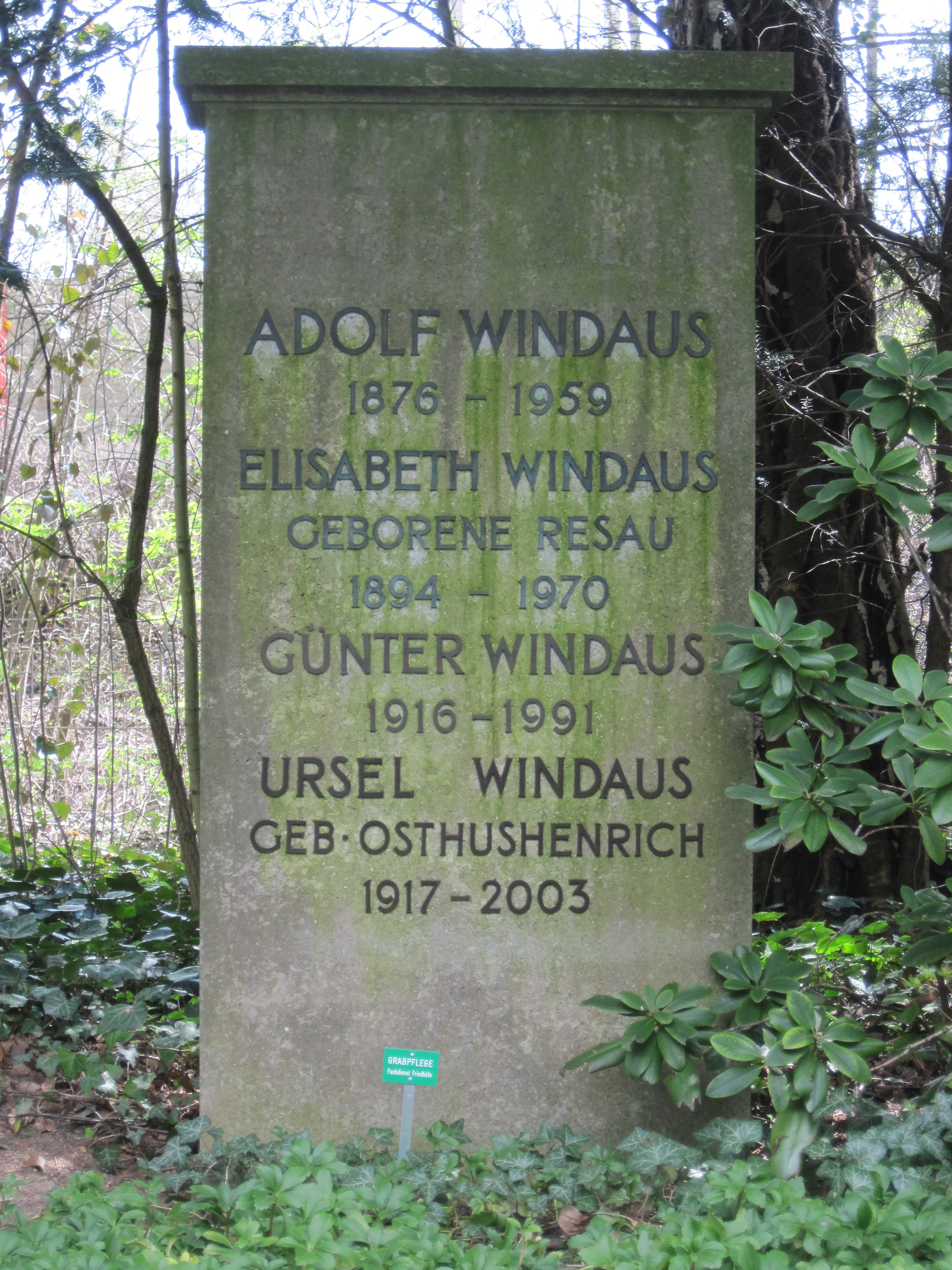
Adolf Windaus' grav i Göttingen.

Efter doktorsexamen i medicin var Windaus chef för kemiinstitutet vid Göttingens universitet från 1915 till 1944. Under hela sitt liv vann Windaus många priser, inklusive Goethemedaljen, Pasteurmedaljen och Nobelpriset i kemi. Förutom sina många prestationer och upptäckter inom vetenskapen var Windaus också en av de mycket få tyska kemister som inte samarbetade med nazisterna och öppet motsatte sig deras regim. Som chef för kemiinstitutet vid Göttingens universitet försvarade Windaus personligen en av sina judiska doktorander från uppsägning. Windaus trodde att medan varje man hade en moralisk kod, motiverades hans vetenskap av nyfikenhet och drevs inte av politik, etik och tillämpningar av sina upptäckter. Denna synvinkel fick Windaus att minska sin forskning om giftgas under första världskriget.

## Vetenskapligt arbete
Windaus deltog i arbetet  med upptäckten av omvandlingen av kolesterol genom flera steg till vitamin D3 (Cholecalciferol). Han gav sina patent till Merck och Bayer och de tog fram medicinen Vigantol 1927.

### Steroler
Windaus började sin forskning med att studera steroler, i synnerhet kolesterol, som är den mest kända sterolen. Kolesterol upptäcktes först i mänskliga gallstenar och är en enkelomättad alkohol som finns i alla högre djur, både som en fri alkohol- och fettsyraester. I växter är sterolerna kända som fytosteroler.
Windaus fann att de vanligaste fytosterolerna är sitosteroler, som har samma formel som kolesterol. Det finns också alkoholliknande fytosteroler, som innehåller ytterligare en hydroxylgrupp än sitosteroler och ett annat antal kol. Mycosteroler är steroler som finns i svampar. Ergosterol är en särskild mykosterol eftersom den har tre dubbla bindningar, i jämförelse med den enda dubbla bindningen i kolesterol. I sin forskning fann Windaus att steroler inte finns i bakterier, vilket han tyckte var förvånande. Denna forskning om sterolernas sammansättning, tillsammans med deras koppling till vitaminer, gav Windaus Nobelpriset i kemi 1928.

### Vitamin D2 och D3

vitamin D_{3}

7-Dehydrocholesterol

Rakit, en bensjukdom som orsakas av D-vitaminbrist, behandlades ursprungligen i början av 1900-talet genom eteriska kostfaktorer som helmjölk eller torskleverolja. Det var också uppfattningen att ökat solljus förbättrade förhållandena, men felaktigt drogs slutsatsen att kolesterol var föregångaren som aktiverades via UV-ljus. I testningen av detta fann utredare under Windaus instruktion att helt rent kolesterol - omvandlat till dess dibromide och omkristalliserat - hade förlorat sina antirakitiska effekter vid bestrålning. Det antogs därefter att ett annat ämne, förknippat med "kemiskt rent" kolesterol genom alla vanliga steg av rening, är föregångaren till vitamin D.
Orenheterna kunde påvisas med digitonin, som visar kemiska egenskaper hos en steroid med tre dubbla bindningar. De tre UV-absorptionstopparna (se bild) hos den aktiva orenheten kunde renas och starkt koncentreras genom högvakuumdestillation och koladsorptionsteknik. Vid utvärdering av en mängd olika steroler som visade antirakitisk aktivitet vid bestrålning, gjort i samråd med A.F. Hess, O. Rosenheim och T.A. Webster, befanns ergosterol (se bild)- Ca27H42 vara den enda föregångaren till D-vitamin, konvertibel under våglängd mellan 253 och 302 nm.
Denna produktion av vitamin D2, eller kalciferol (se bild), var ett fullständigt botemedel mot rakitis – 100 000 gånger effektivare än fiskleverolja – och Windaus och hans grupp kunde bestämma dess kemiska egenskaper, som att vara isomerisk med ergosterol med en hydroxylgrupp och tre konjugerade dubbelbindningar; rätt struktur bekräftades 1936.